# Orgija
Órgija je bila v stari Grčiji (tudi pri Rimljanih) versko slavje v čast bogov, predvsem Dioniza, Demetre in Zevsa.
Danes orgija (tudi orgije) pomeni razbrzdano veseljačenje.